# Diana Vickers
Diana Vickers (Blackburn, Lancashire, Inglaterra; 30 de julio de 1991) es una cantante y actriz británica, que se dio a conocer en la quinta edición del concurso Factor X en Reino Unido, donde logró llegar a la semifinal. En enero de 2009 firmó un contrato discográfico con RCA Records, donde comenzó a trabajar en su primer disco, "Songs from the Tainted Cherry Tree".
Desde el mes de octubre del año 2009 hasta el mes de enero del año siguiente, Vickers interpretó el rol protagonista en una obra de teatro llamada "The Rise and Fall of Little Voice", lo que le valió ganar el premio a la mejor actriz debutante de Londres en los premios "Theatregoers". El primer sencillo de la cantante, "Once", logró alcanzar el puesto número 1 en las listas de ventas del Reino Unido tras su lanzamiento el 19 de abril de 2010, al igual que su primer álbum, lanzado el 3 de mayo del mismo año, el cual ganó disco el de Oro en su país natal. También lanzó el 18 de julio de 2010 "The Boy Who Murdered Love", su segundo sencillo de la campaña de Songs from the Tainted Cherry Tree. La canción recibió críticas positivas y logró posicionarse en el puesto N° 36 en las listas de sencillos del Reino Unido.
El 17 de octubre de 2010 sale a la luz el vídeo de su próximo sencillo, el cual fue llamado "My Wicked Heart". Esta sería la primera canción para su próximo álbum de estudio. Al igual que las otras canciones, recibe críticas positivas, aunque el 16 de octubre la compañía discográfica Warner Music alega que la canción es una copia de la canción "Under the Bridge", de la banda Red Hot Chili Peppers. Vickers admitió los parecidos y se defendió diciendo que "es solo un pequeño fragmento con diferentes acordes". "My Wicked Heart" alcanzó la posición N° 13 en Reino Unido.
En 2011 Vickers deja su sello discográfico RCA Records, por algunas diferencias y para tomar otro rumbo en su música. Comenzó a grabar canciones para su próximo álbum de estudio, entre ellas "Music To Make Boys Cry" y "Kiss on a Bullet", las cuales fueron publicadas por la cantante como sencillos promocionales que podían descargarse gratuitamente. En 2012, la cantante presenta en vivo en mini-tours algunas canciones del álbum, entre ellas "Cinderella", "Boy in Paris", "Love Sounds Better In French", "Death Heat" y "Smoke". Vickers trabajó luego en un filme llamado "The Perfect Wave", el cual se estrenó en 2014.
Además, prestó su voz al filme promocional de la fragancia "Our Moment" de One Direction con la canción "My Favourite Things".

## Discografía

### Discos de estudio
| Año  | Título | Máxima posición | Máxima posición | Máxima posición |
| Año  | Título | UK              | IRE             | EU              |
| ---- | --- | --------------- | --------------- | --------------- |
| 2010 | Songs from the Tainted Cherry Tree - Disco debut - A la venta desde el 3 de mayo de 2010 - Discográfica: RCA Records | 1               | 7               | 4               |
| 2013 | Music to Make Boys Cry - Disco debut - A la venta desde el 13 de septiembre de 2013 - Discográfica: So Recordings    | 37              | 19              | -               |

- "-" denota que la canción no entró en la lista

### Sencillos
| 2010                   | "Once"                                                           | 1  | 3  | 5  | 61 | Songs from the Tainted Cherry Tree |
| 2010                   | "The Boy Who Murdered Love"                                      | 36 | —  | —  | —  | Songs from the Tainted Cherry Tree |
| 2010                   | "My Wicked Heart"                                                | 13 | 22 | 42 | —  | Sin álbum                          |
| Junto a otros artistas |                                                                  |    |    |    |    |                                    |
| 2008                   | "Hero" (Con los finalistas de la quinta edición de The X Factor) | 1  | 1  | 8  | —  | Sin álbum                          |

### Videos musicales
| Año  | Título                      | Director        |
| ---- | --------------------------- | --------------- |
| 2008 | "Hero"                      |                 |
| 2010 | "Once"                      | Harvey Brown    |
| 2010 | "The Boy Who Murdered Love" | James Copeman   |
| 2010 | "My Wicked Heart"           | Sarah Chatfield |
| 2013 | "Music To Make Boys Cry"    | Diana Vickers   |

## Filmografía

### Cine y televisión
| Año  | Título           | Rol                       | Notas                     |
| ---- | ---------------- | ------------------------- | ------------------------- |
| 2014 | The Perfect Wave | Kim                       | Película                  |
| 2014 | Give Out Girls   | Gemma                     | Serie de televisión       |
| 2015 | Awaiting         | Lauren                    | Película; papel principal |
| 2015 | Top Coppers      | Chris / Chris-A-Tron 5000 | Serie de televisión       |
| 2016 | To Dream         | Nikki                     | Película                  |